# Louis Held
Carl Heinrich Louis Held (1. prosince 1851 Berlín – 17. dubna 1927 Výmar) byl německý fotograf a průkopník fotožurnalistiky.

## Životopis
Po smrti jeho rodičů v roce 1860 jej vychovávali příbuzní. Nejprve se učil ve společnosti vyrábějící hedvábné látky a poté začal studovat fotografii.
V roce 1876 otevřel své první studio v Lehnici, o tři roky později se přestěhoval do Berlína a o tři roky později do Výmaru. Tam se stal v roce 1888 mentorem Ference Liszta. Ve stejném roce získal Held občanská práva města Weimar. Kromě toho mu velkovévodské saské státní ministerstvo udělilo titul „Velkovévodský dvorní fotograf“, který nosil až do roku 1905. Počátkem roku 1905 Held vyfotografoval velkokněžnu Carolinu na jejím smrtelném loži a předal snímek berlínskému tisku. Velkovévoda Wilhelm Ernst byl touto nerozvážností tak pobouřen, že si nechal Helda povolat k sobě, udeřil ho do obličeje a bil ho bičem. Held o svůj titul dvorního fotografa samozřejmě přišel a jeho nástupcem se stal Franz Vältl.
Od roku 1890 Held cestoval po Německu a fotografoval pro ilustrované časopisy.
V roce 1912 otevřel ve Weimaru kino. V roce 1923 experimentoval s barevnou fotografií.

## Galerie

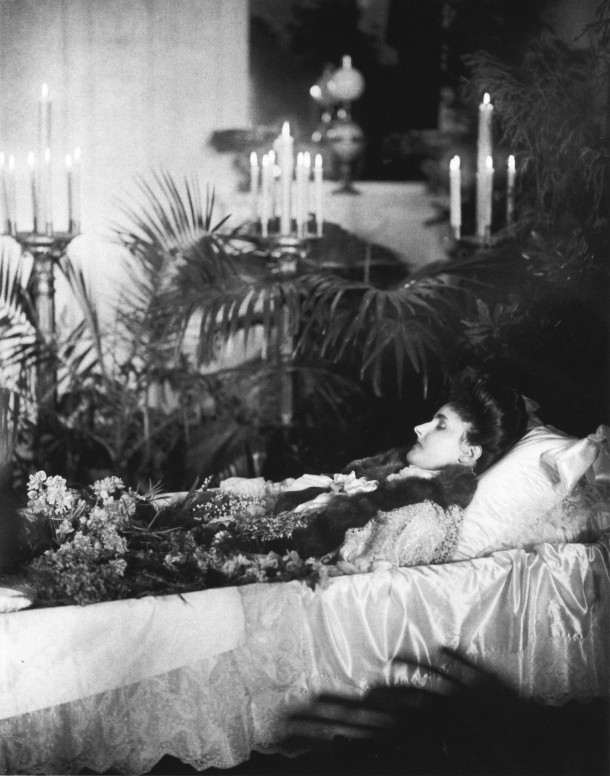
Velkokněžna Carolina na svém smrtelném loži, 1905
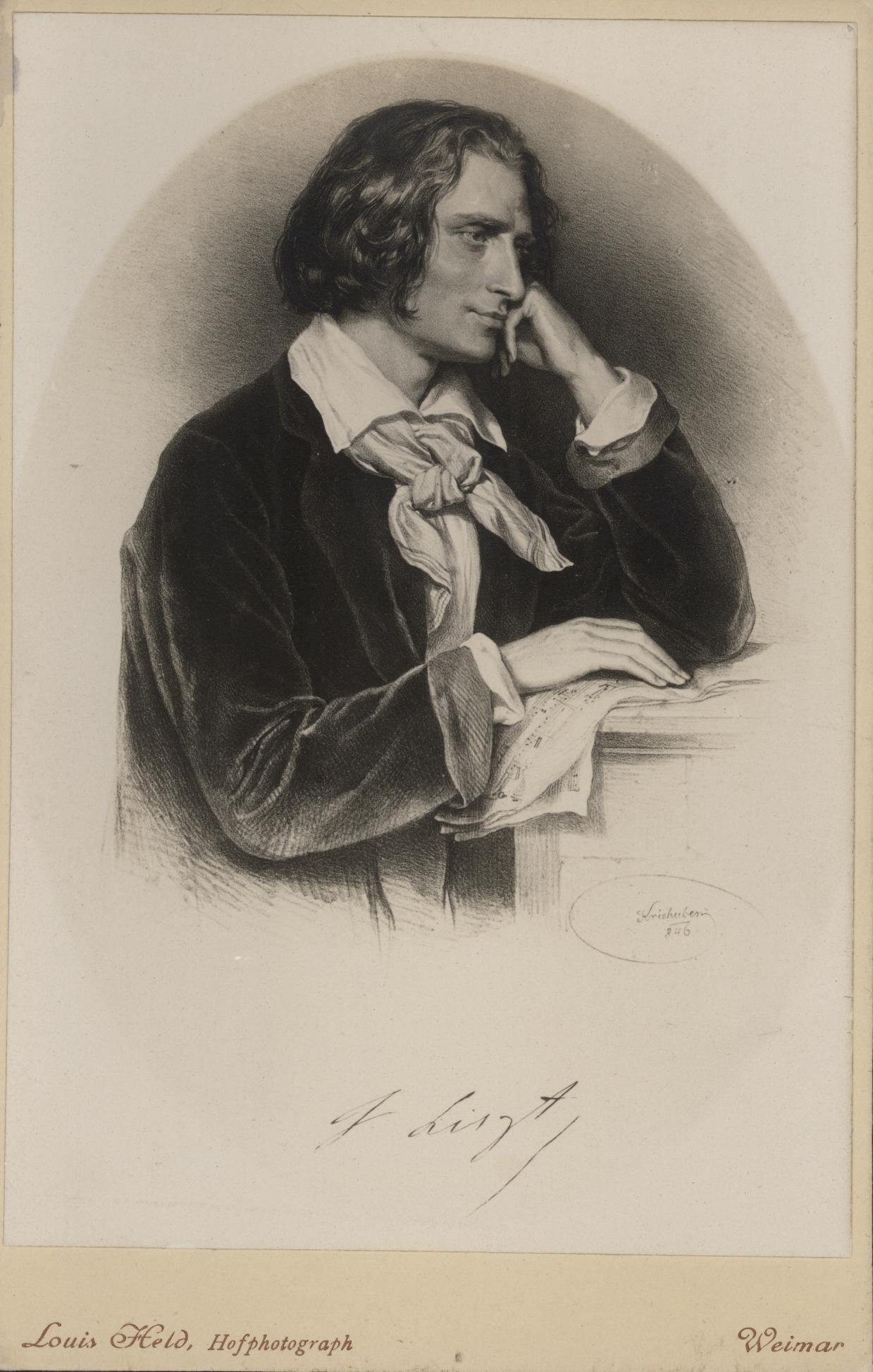
Franz Liszt
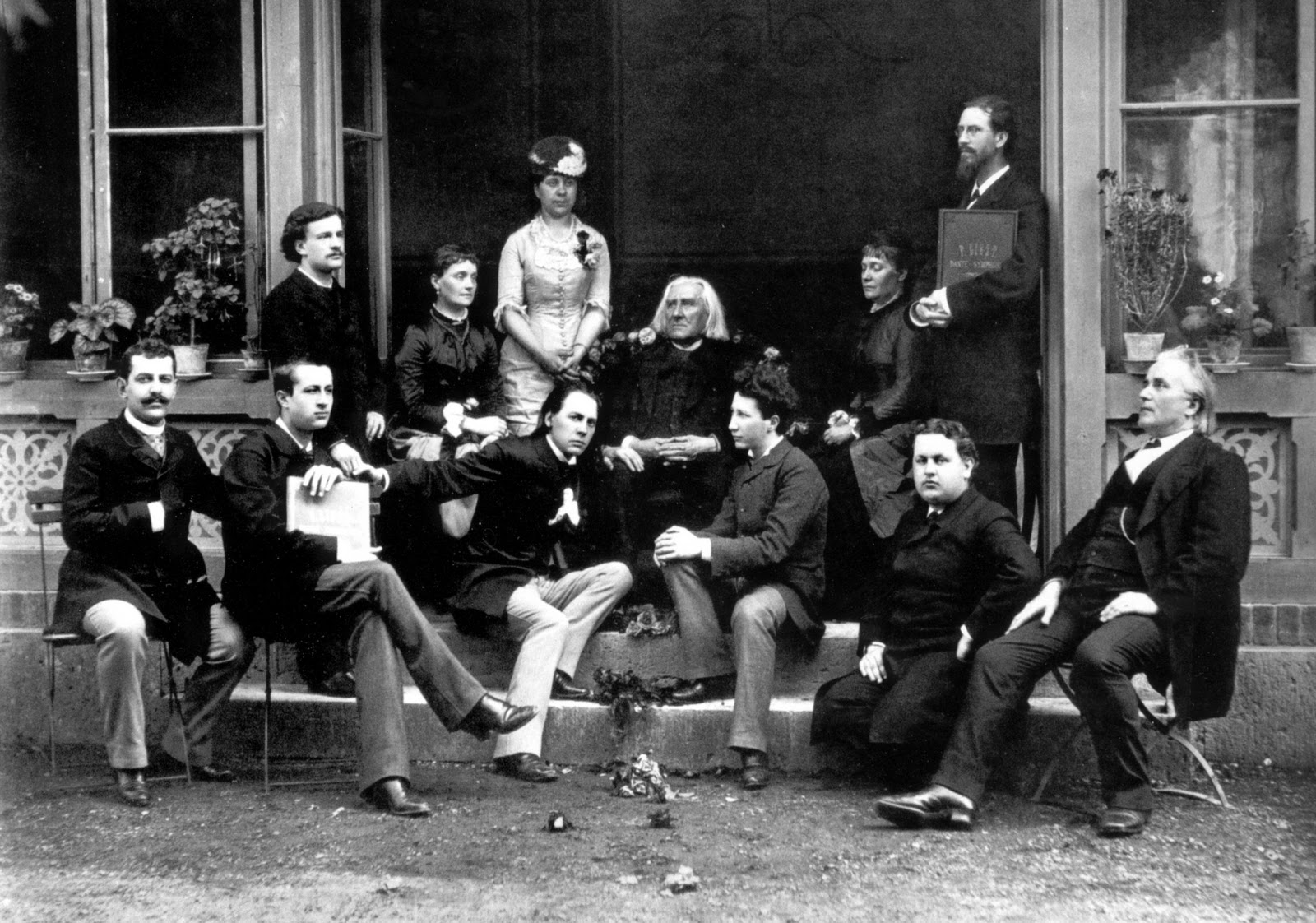
Franz Liszt se svými studenty
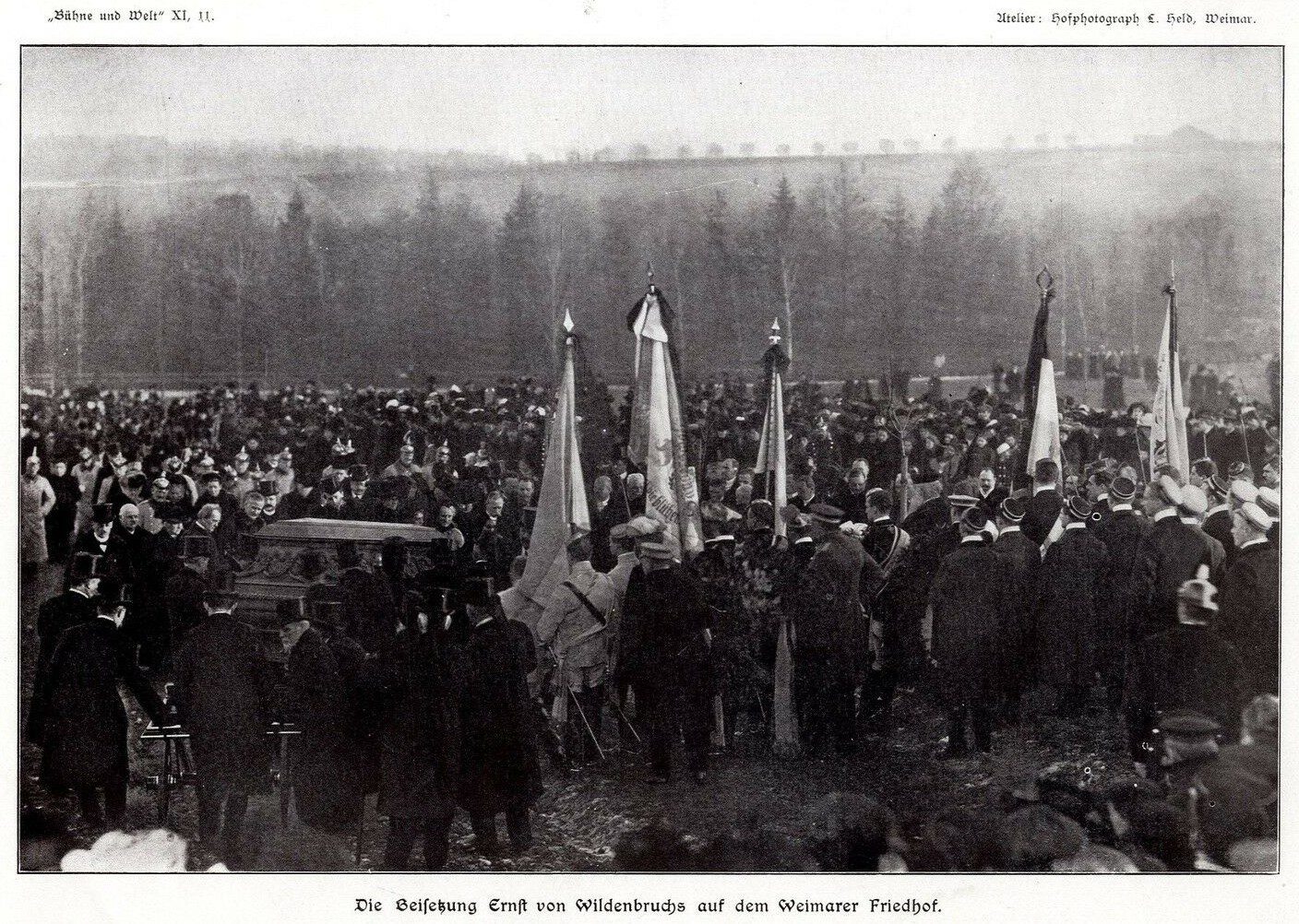
Beisetzung Ernst von Wildenbruchs auf dem Weimarer Friedhof, 1909
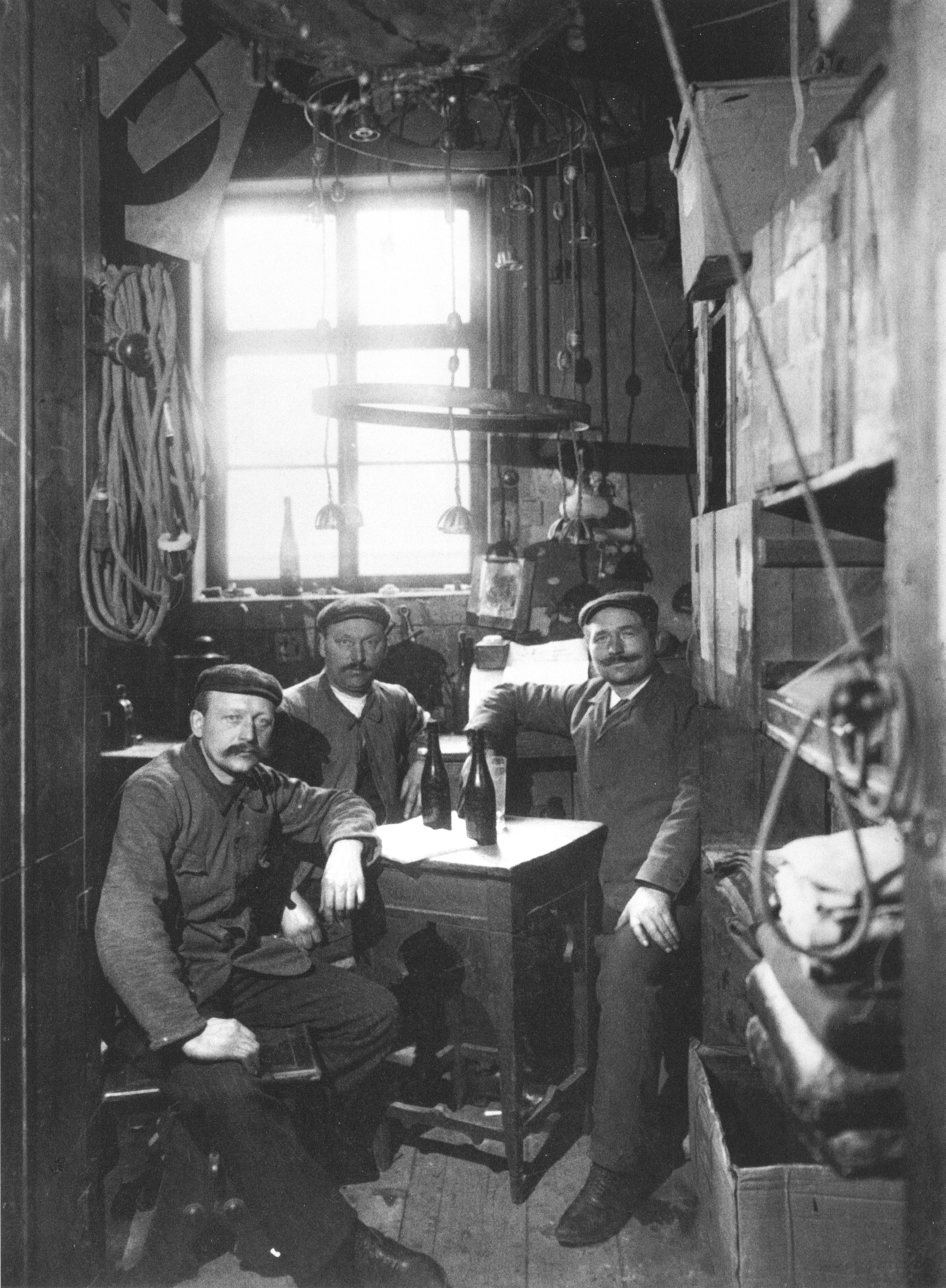
Bühnenarbeiter beim Frühstück, asi 1905
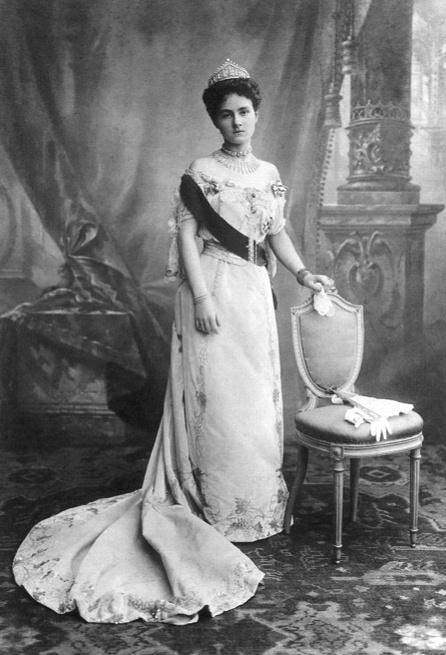
Caroline of Reuß-Greiz, grand duchess of Saxe-Weimar-Eisenach in court dress
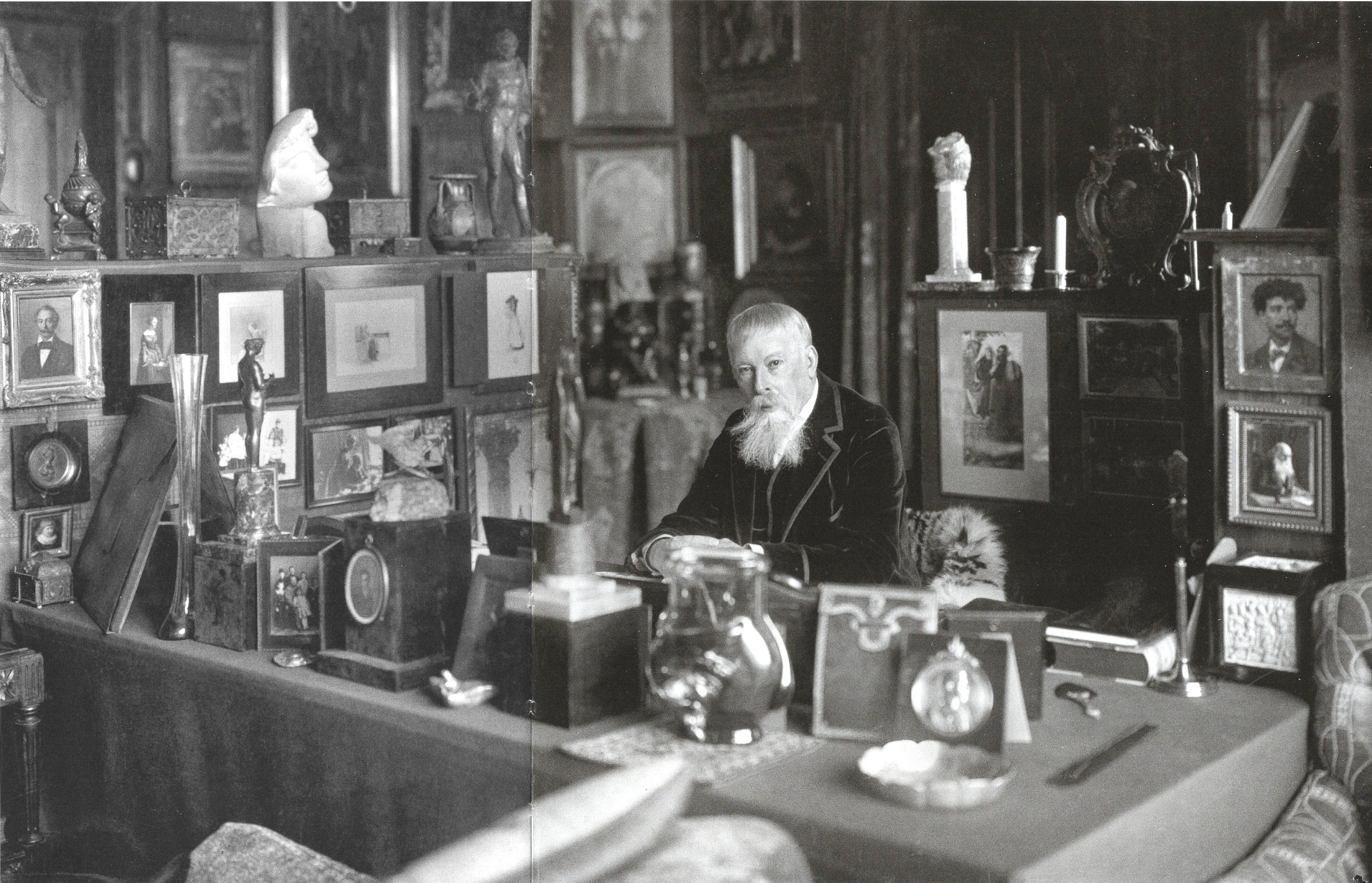
Malíř Paul von Joukowsky u svého pracovního stolu, 1908
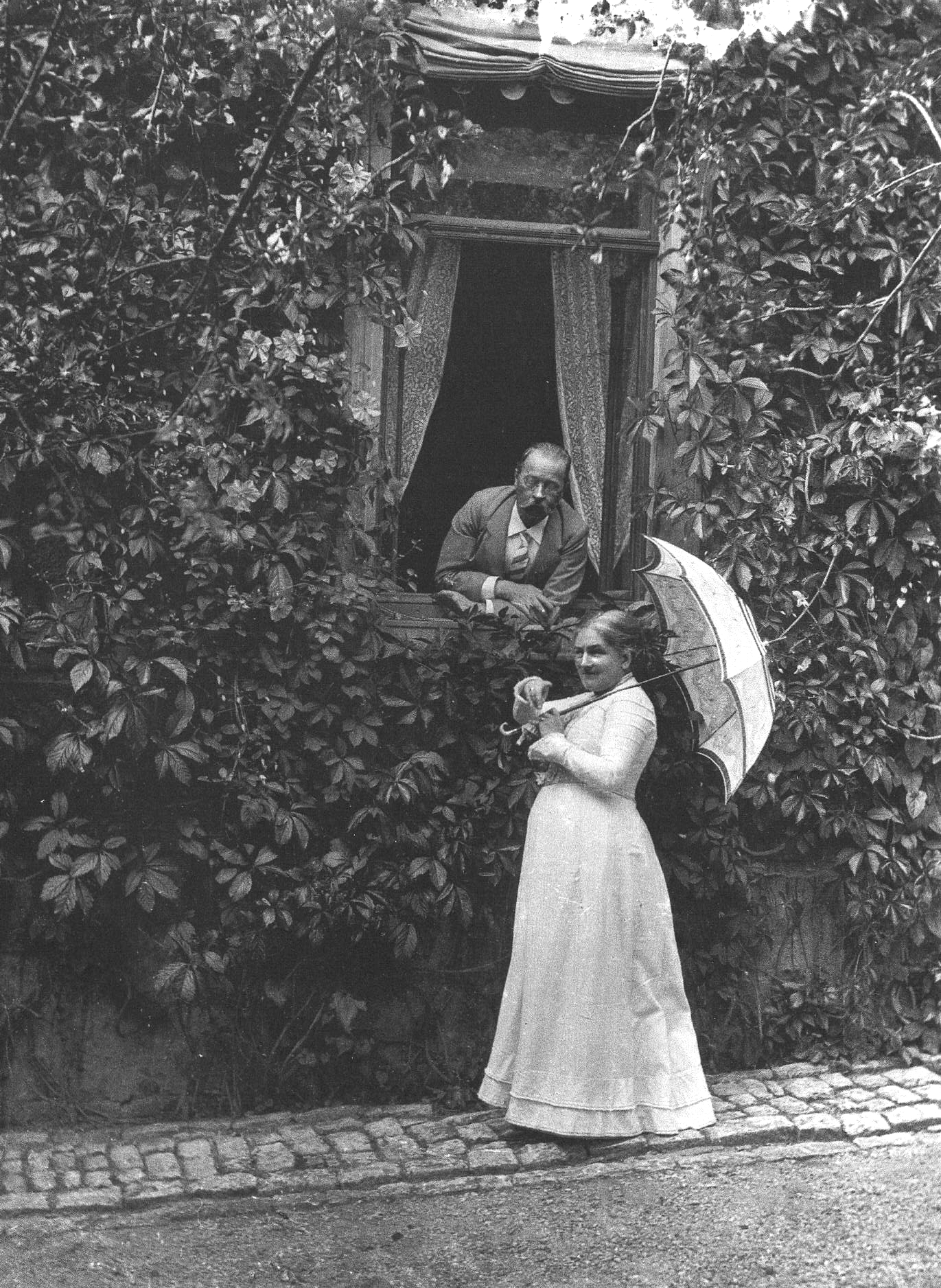
Spisovatel Ernst von Wildenbruch se svojí ženou Karolinou Marií, asi 1901
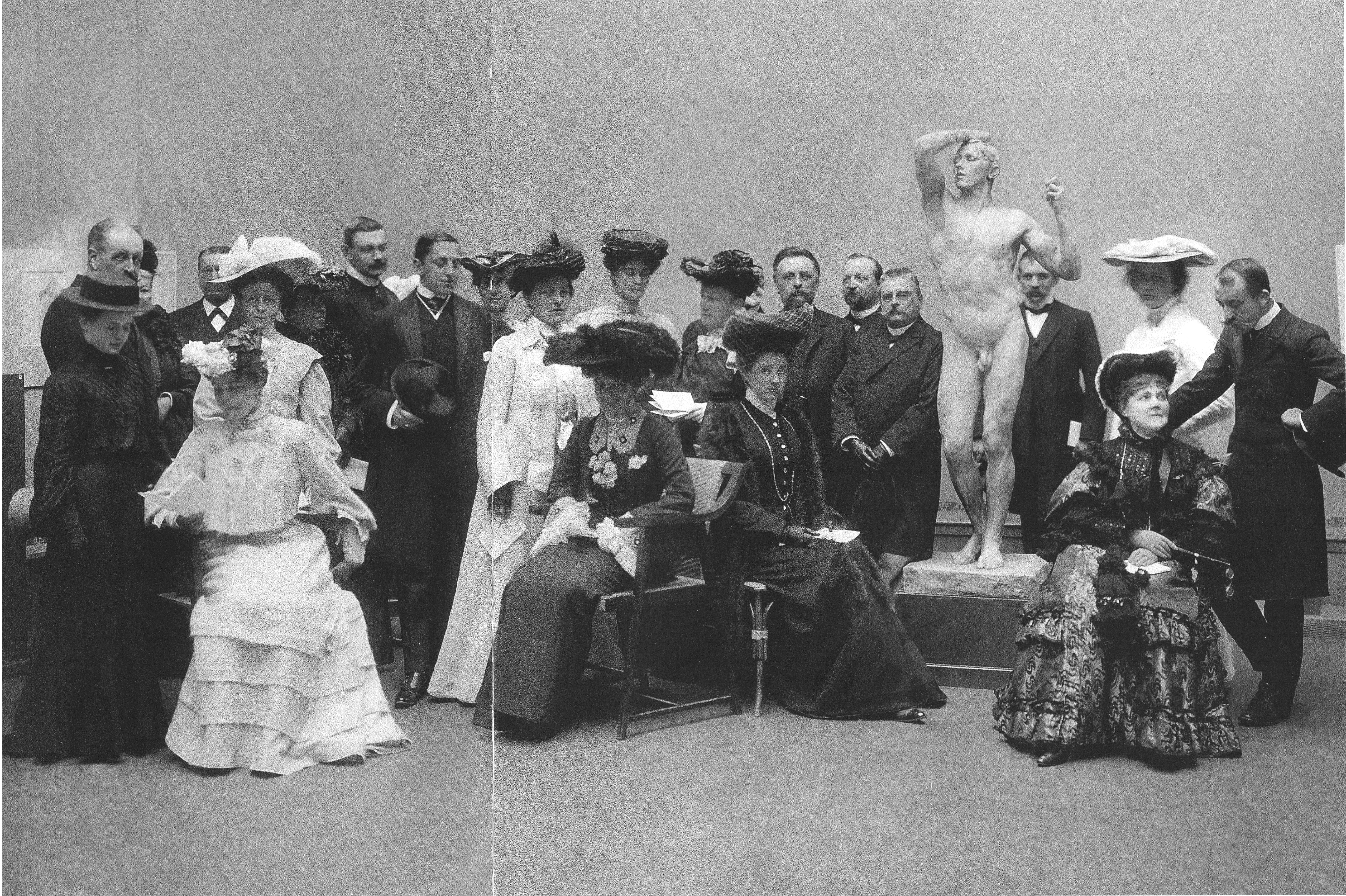
Otevření výstavy Augusta-Rodina, Oberlichtsaal des Museums für Kunst und Kunstgewerbe, 1904
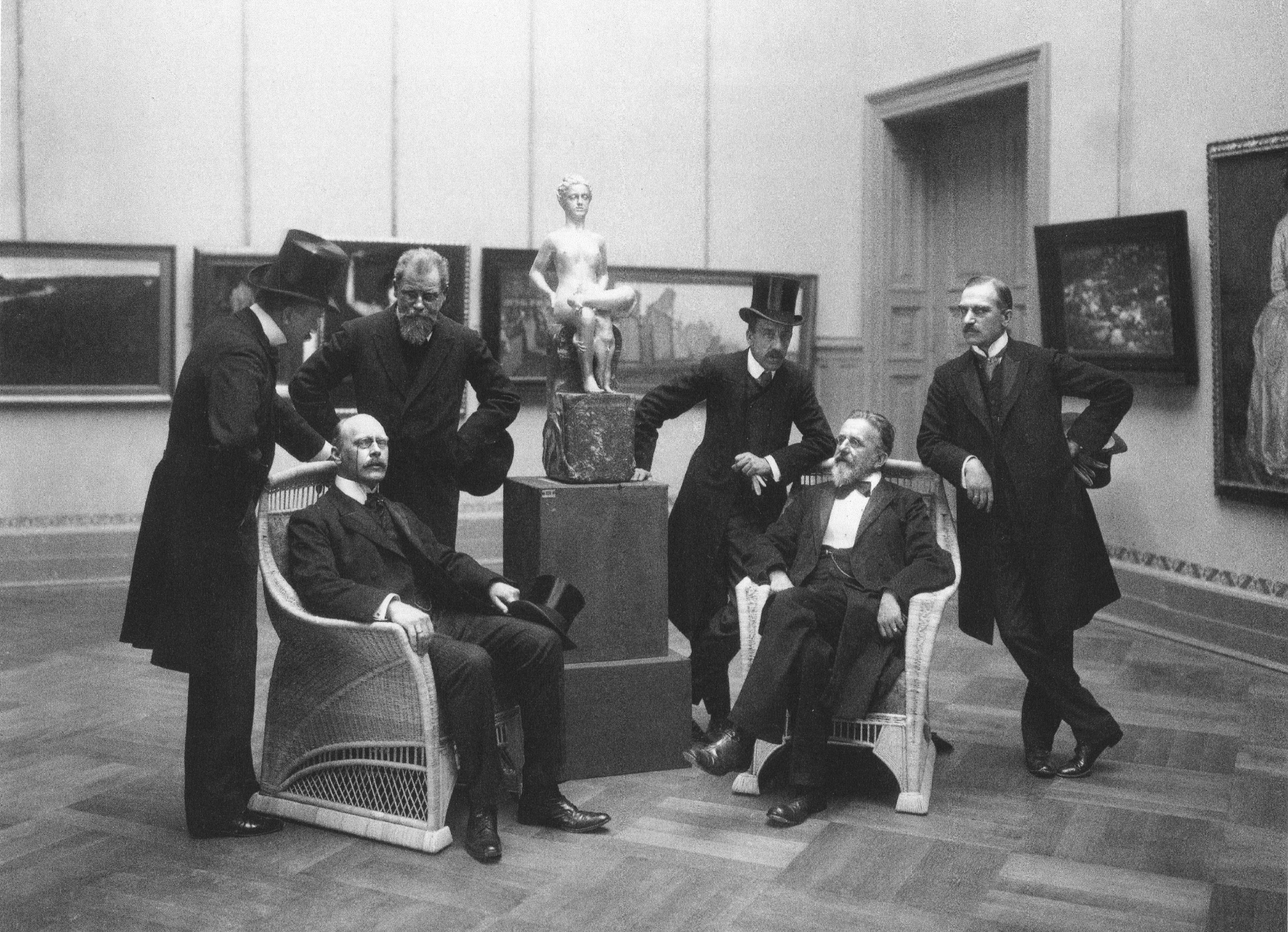
Eröffnung der Ausstellung des Deutschen Künstlerbundes im Großherzoglichen Museum, 1906
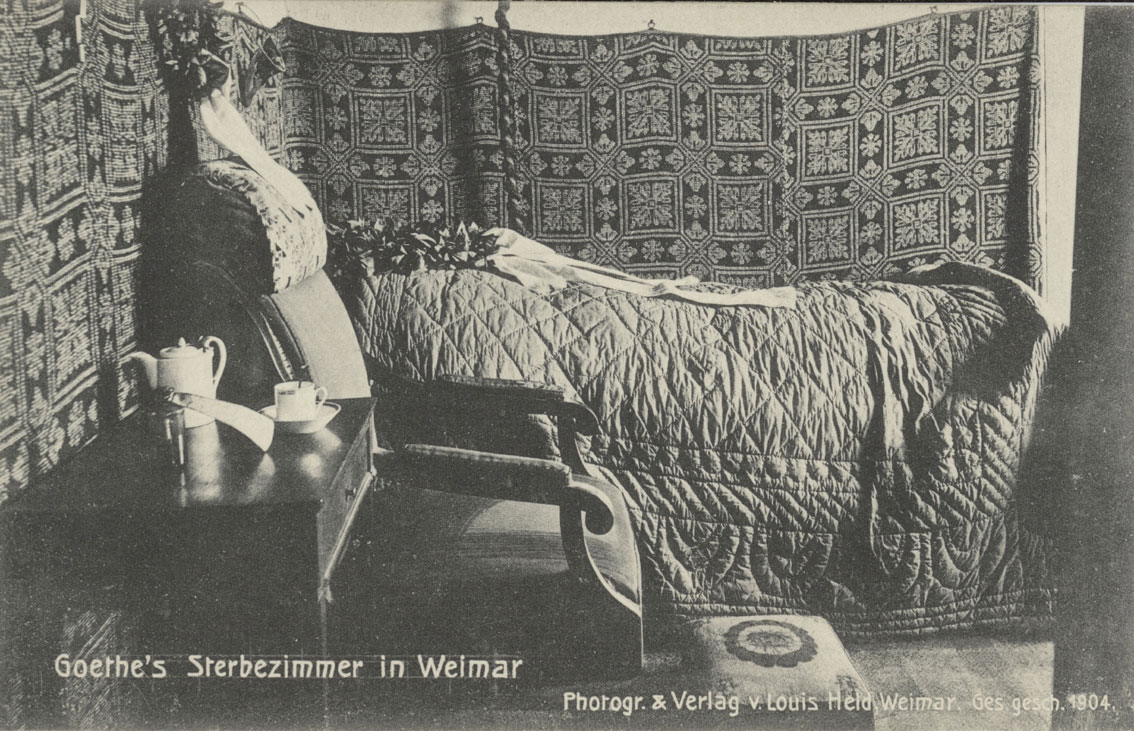
Goethova smrtelná postel